# الين توسكا
الين توسكا (بالرومانية: Alin Toşca) هو لاعب كرة قدم روماني ولد في عام 1992، وهو يلعب في مركز الدفاع لعب سابقاً مع نادي الرياض السعودي ومع منتخب رومانيا لكرة القدم.

## مسيرته الكروية
لعب في عدة أندية في كل من رومانيا واليونان وإسبانيا وتركيا وإيطاليا والسعودية وأبرز هذه الأندية هي باوك سالونيكا وريال بيتيس وستيوا بوخارست نادي الرياض.

## مسيرته الدولية
مثل العديد من فئات رومانيا العمرية أبرزها كان منتخب رومانيا تحت 21 سنة لكرة القدم ومنتخب رومانيا لكرة القدم الذي مازال معه حتى الآن.

## وصلات خارجية
الين توسكا على موقع الاتحاد الدولي (مؤرشف)  (الإنجليزية)
- الين توسكا على موقع الاتحاد الأوربي (الإنجليزية)
- الين توسكا على موقع اتحاد تركيا (لاعب) (الإنجليزية)
- الين توسكا على موقع قاعدة بيانات كرة القدم.إي يو (الإنجليزية)
- الين توسكا على موقع ناشيونال فوتبول تيمز (الإنجليزية)
- الين توسكا على موقع Soccerbase.com (لاعب) (الإنجليزية)
- الين توسكا على موقع Soccerway.com (الإنجليزية)
- الين توسكا على موقع عالم كرة القدم.نت (الإنجليزية)
- الين توسكا على موقع AS.com (الإسبانية)